# Jens Weisser
Jens Weisser (* 1. Dezember 1946 in Hamburg) ist ein deutscher Schauspieler.
Weisser begann seine Schauspielkarriere 1968 am Theater Bielefeld. Es folgten Engagements am Schauspiel Köln (1970–1972), am Schauspiel Frankfurt (bis 1977), am Düsseldorfer Schauspielhaus (1979–1981), am Schauspiel Frankfurt (1984), am Schauspiel Bremen (1985) und am Residenztheater München (1986). Von 1988 bis 1990 hatte er ein Festengagement am Schauspiel Köln. Es folgten das Schauspiel Dortmund, die Burgfestspiele Jagsthausen und Theater in Hamburg und Bremen.
Einem breiten Publikum wurde Weisser 1971 in der Rolle des „Sigi“ in der Verfilmung von Siegfried Lenz’ Roman Deutschstunde bekannt sowie 1979 als „Robert“, dem Bruder Walter Kempowskis, in Ein Kapitel für sich. Weitere Filme, in denen er mitspielte, waren u. a. Blechschaden und Dreht euch nicht um – der Golem geht rum. Darüber hinaus trat Weisser auch bei Theaterinszenierungen auf sowie in verschiedenen Fernsehserien wie z. B. Der Alte, Tatort, Da kommt Kalle oder Die Pfefferkörner.
Weisser lebt in Tostedt.

## Filmografie (Auswahl)
- 1970: Kapitän Harmsen
- 1971: Deutschstunde
- 1971: Tatort: Blechschaden (Fernsehreihe)
- 1971: Dreht euch nicht um – der Golem geht rum
- 1973: Tatort: Cherchez la femme oder Die Geister vom Mummelsee (Fernsehreihe)
- 1973: Hamburg Transit Der 7. Kanal
- 1979: Ein Kapitel für sich (Fernsehdreiteiler)
- 1985: Der Alte (Fernsehserie, Folge Die Angst des Apothekers)
- 1995: Die Wache (Fernsehserie, Folge Rote Karte)
- 1996: Nach uns die Sintflut
- 2002: Tatort: Der Passagier
- 2004: Tatort: Herzversagen
- 2008: Der Kaiser von Schexing (Fernsehserie, Folge Bis zur nächsten Flut)
- 2012: Polizeiruf 110: Einer trage des anderen Last
- 2015: Twinfruit – Die Dose muss menschlich werden
- 2015: Notruf Hafenkante (Fernsehserie, Folge Rache für mon coeur)
- 2016: Großstadtrevier (Fernsehserie, Folge Die Rabenmutter)
- 2017: Nord bei Nordwest – Der Transport (Fernsehreihe)
- 2018: SOKO Wismar (Fernsehserie, Folge Tattoo-Tod)
- 2018: Notruf Hafenkante (Fernsehserie, Folge Stegners letzter Coup)
- 2019: Stralsund – Schattenlinien (Fernsehreihe)
- 2019: Tatort: Borowski und das Glück der Anderen
- 2019: Rote Rosen (Fernsehserie, 6 Folgen)
- 2019: Unschuldig
- 2020: Sløborn (Fernsehserie, Folge 1x03 & 1x04)
- 2021: Nord bei Nordwest – Der Anschlag
- 2022: SOKO Hamburg (Fernsehserie, Folge Schweig oder stirb)
- 2022: Nord bei Nordwest – Der Andy von nebenan
- 2022: Nord bei Nordwest – Der Ring
- 2024: Mordnacht (Fernsehfilm)
- 2024: Großstadtrevier (Fernsehserie, Folge Blut im Paradies)